# ビリー・ディブ
ビリー・ディブ（Billy Dib、1985年8月17日 - ）は、オーストラリアのプロボクサー。シドニー出身。元IBF世界フェザー級王者。

## 来歴
2004年8月15日、プロデビュー。4回TKO勝ち。
2004年12月10日、ジャンスター・ミンとオーストラリアスーパーフェザー級王座決定戦で対戦し、2回KO勝ちで同王座を獲得した(1度も防衛せずに返上)。
2005年4月24日、ロバート・オーヤン(フィリピン)とIBOアジア太平洋スーパーフェザー級王座決定戦を行い大差判定(3者とも120-108)で勝利し、王座を獲得した。
2005年8月24日、シドニー・エンターテイメント・センターでマイケル・キーザ(ウガンダ)と対戦し、2回2分29秒KO勝ちを収め初防衛に成功した。
2006年6月23日、ルーベン・サンティラノッサ(フィリピン)とIBOアジア太平洋フェザー級王座決定戦で対戦し、4回KO勝ちで王座を獲得した。
2006年8月4日、フェリシアーノ・ダリオ・アズアガ(パラグアイ)と対戦し、5回TKO勝ちで初防衛に成功した。
2008年7月30日、ゾラニ・マラリ(南アフリカ)とIBOアジア太平洋スーパーフェザー級王座決定戦で対戦し、12回3-0(116-112、116-114、114-113)の判定勝ちで、3年ぶりに王座に返り咲きに成功した。
2008年10月18日、世界初挑戦。アトランティックシティのボードウォーク・ホールで、WBOフェザー級王者スティーブン・ルエバノ(アメリカ)と対戦したが12回0-3(113-115、112-116、111-117)の判定負けを喫し、自身初黒星。
2009年3月11日、WBC世界フェザー級暫定ユース王者ダーヴェイ・ブローニィー(オーストラリア)とIBFパンパシフィックフェザー級ユース王座決定戦を兼ねた試合を行い、10回2-1(69-65、66-67、68-65)の8回負傷判定勝ちを収め、WBC世界暫定ユース王座とIBFパンパシフィックユース王座の獲得に成功した。
2009年7月9日、山口賢一(ALA)と対戦し、初回にダウンを奪われるも、逆にダウンを奪い返し逆転のTKO勝ちで初防衛に成功した。しかしこの試合、ダウンした山口にパンチを当てるという明らかな反則があり、山口陣営は失格か無効試合にするようにWBOとこの試合の主催者でもあるBoxing Authority of New South Walesに提訴、8月4日、Boxing Authority of New South Wales側の定例会議でビデオ検証しながらの審議となり、無効試合に変更になった。一時ディブ側は年内に再戦する予定だったが、自身の試合が10月に入ったこともありリマッチとはならなかった。
2010年6月2日、ヴァチャラクィット・セナハン(タイ)と、IBFパンパシフィックフェザー級王座決定戦を行い、初回にセナハンを3回倒しKO勝ち。王座を獲得した。
2011年7月29日、ユリオルキス・ガンボアの王座剥奪に伴い空位になったIBF世界フェザー級王座決定戦でホルヘ・ラシエルバ(メキシコ)と対戦し、12回3-0の判定勝ち(115-112、118-109、119-109)を収め王座を獲得した。
2011年11月19日、36歳で世界初挑戦のアルベルト・セルビディ(イタリア)と初防衛戦を行い、初回ボディショットでセルビディを倒してそのまま10カウントで沈めKO勝ち。初防衛に成功した。
2012年3月7日、エドゥアルド・エスコベド(メキシコ)と対戦し、6回終了時にエスコベドのセコンドがギブアップの意思を表明しTKO勝ち。2度目の防衛に成功した。
2013年3月1日、アメリカ・コネチカット州マシャンタケットフォックスウッズ・リゾート内MGMグランド・アット・フォックスウッズで当初は指名挑戦者ルイス・フランコと対戦する予定だったが、スパーリング中の負傷により代役として12回戦を行うのが初めてという同級11位のエフゲニー・グラドビッチ（ロシア）と対戦し、8Rには両者ホールディングの減点を受けるなどクリンチの多い試合で1-2の僅差判定負け（114-112、2者が112-114）で3度目の防衛に失敗し王座から陥落した。
2013年11月23日、マカオにあるザ・ベネチアン・マカオ内コタイ・アリーナにて、マニー・パッキャオVSブランドン・リオスの前座でIBF世界スーパーフェザー級王者エフゲニー・グラドビッチとリマッチを行うが、タオル投入による9回1分10秒TKO負けを喫し王座返り咲きに失敗した。
2014年12月6日、ニューサウスウェールズ州シティ・オブ・ハーストヴィルのハーストヴィル・エンターテイメント・センターでイサイアス・サントス・サンパイオ（ブラジル）とPABAスーパーフェザー級王座決定戦を行い、2回1分22秒TKO勝ちを収め王座を獲得した。
2015年2月23日、ランセス・バルテレミーが返上したIBF世界スーパーフェザー級王座決定戦でIBFランキング1位のホセ・ペドラザと対戦するようIBFから指令が出される。
2015年5月1日、東京都の大田区総合体育館でWBC世界スーパーフェザー級王者三浦隆司と対戦したが、3回1分29秒TKO負けを喫し2階級制覇に失敗した。
2016年2月9日、ディブは50セントのSMSプロモーションズから100万ドル以上（1億2千万円）の賃金未払い被害を受けていることを告白して、同プロモーションを離脱したことを発表した。

## 獲得タイトル
- オーストラリアスーパーフェザー級王座
- IBOアジア太平洋スーパーフェザー級王座
- IBOアジア太平洋フェザー級王座
- IBO世界スーパーフェザー級王座
- WBC世界フェザー級暫定ユース王座
- IBFパンパシフィックフェザー級ユース王座
- IBFパンパシフィックフェザー級王座
- IBF世界フェザー級王者（防衛2）
- 第12代PABAスーパーフェザー級王座（防衛0）
- IBFインターナショナルライト級王座
- WBOオリエンタルライト級王座